# Euilly-et-Lombut
Euilly-et-Lombut là một xã ở tỉnh Ardennes, thuộc vùng Grand Est ở phía bắc nước Pháp.